# McKenzie Adams
Pour les articles homonymes, voir Adams.
McKenzie Adams est une joueuse américaine de volley-ball née le 13 février 1992 à Schertz. Elle joue au poste de réceptionneur-attaquant.

## Palmarès

### Clubs
Supercoupe d'Allemagne:
- 2018, 2019

Coupe d'Allemagne:
- 2019

Championnat d'Allemagne:
- 2019

Supercoupe d'Italie:
- 2020

Coupe d'Italie:
- 2021

Championnat d'Italie:
- 2021

Ligue des Champions:
- 2021

### Distinctions individuelles
- 2019: MVP Supercoupe d'Allemagne